# Выборы губернатора Ростовской области (2020)
Выборы губернатора состоялись в Ростовской области 13 сентября 2020 года в единый день голосования. Губернатор избирался сроком на 5 лет. Одновременно прошли дополнительные выборы депутатов Законодательного собрания Ростовской области 6 созыва по двум одномандатным избирательным округам: Каменск-Шахтинскому округу № 5 (из-за досрочной отставки Владимира Лакунина после назначения членом Совета Федерации) и Целинскому округу № 17 (из-за гибели Андрея Алабушева). Кроме того, в единый день голосования были распределены 228 мандатов в представительных органах муниципальных образований области.
На 1 января 2020 года в области было зарегистрировано 3 198 506 избирателей, из которых около 25 % (791 167 избирателей) в Ростове-на-Дону.
Избирательная комиссия Ростовской области состоит из 14 членов, была сформирована в июне 2017 года на 5 лет. Председатель избирательной комиссии — Андрей Буров (с июля 2017).

## Предшествующие события
С июня 2010 года должность губернатора Ростовской области занимает Василий Голубев. В 2010 году в России главы субъектов наделялись полномочиями по представлению президента России, который выбирал кандидата из трёх кандидатур, представленных ему партией, имеющей большинство в региональном парламенте. Так Голубев был заявлен «Единой Россией» в списке кандидатов, выбран президентом Дмитрием Медведевым и утверждён заксобранием Ростовской области на пятилетний срок.
В мае 2012 года по инициативе президента Дмитрия Медведева был принят федеральный закон, предусматривающий возвращение прямых выборов глав регионов.
Полномочия Голубева действовали до июня 2015 года, по истечении срока 8 июня президент Владимир Путин назначил его временно исполняющим обязанности губернатора до выборов в сентябре 2015 года. На выборах Голубев набрал более 78 % голосов и вновь вступил в должность губернатора на 5 лет. Срок полномочий истекает в сентябре 2020 года.
В середине 2019 года и начале 2020 Голубев неоднократно заявлял, что не исключает участия в выборах в сентябре 2020 года «если президент Путин окажет доверие, а люди поддержат». 8 июня 2020 года Владимир Путин одобрил выдвижение ростовского губернатора на третий срок.

## Организация выборов
На проведение выборов губернатора в бюджете Ростовской области предусмотрено 385,8 млн руб. Голосование пройдёт в три дня: само голосование намечено на 13 сентября, а 11 и 12 сентября 2020 года будет применено досрочное голосование.

## Ключевые даты
- 10 июня 2020 года Заксобрание Ростовской области назначило выборы на 13 сентября 2020 года — единый день голосования (за 100—90 дней до дня голосования)[14]; официально опубликовано 11 июня
  - 11 июня областной избирком утвердил календарный план мероприятий по подготовке и проведению выборов губернатора.[15]
  - в следующие 3 дня избирательной комиссией опубликован расчёт числа подписей, необходимых для регистрации кандидата
- с 12 июня — период выдвижения кандидатов (начинается со следующего дня после публикации решения о назначении выборов)
- с 1 июля — уведомление комиссии о выдвижении кандидатов (не ранее чем за 73 дня до дня голосования)
  - агитационный период начинается со дня выдвижения кандидата и прекращается за одни сутки до дня голосования
  - сбор подписей депутатов и глав муниципалитетов начинается после официального выдвижения — представления в избирательную комиссию заявления кандидата о согласии баллотироваться
- с 24 июля по 31 июля до 18:00 (за 50—43 дня до дня голосования) — представление документов для регистрации кандидатов; к заявлениям должны прилагаться листы с подписями и список трёх кандидатов на должность члена Совета Федерации
  - до 9 августа — решение избирательной комиссии о регистрации кандидата (в течение 10 дней со дня подачи документов в избирком)
- с 15 августа по 11 сентября — период агитации в СМИ (начинается за 28 дней до дня голосования)
- 12 сентября — «день тишины»
- 13 сентября — день голосования

## Выдвижение и регистрация кандидатов
В Ростовской области кандидаты выдвигаются только политическими партиями, имеющими право участвовать в выборах. Самовыдвижение не допускается Губернатором может быть избран гражданин Российской Федерации, достигший возраста 30 лет.
Каждый кандидат при регистрации должен представить список из трёх человек, один из которых, в случае избрания кандидата, станет представителем правительства региона в Совете Федерации.
Для регистрации кандидату требуется поддержка муниципальных депутатов, сбор подписей избирателей не требуется.

### Муниципальный фильтр
Количество подписей муниципальных депутатов, необходимых для регистрации кандидата в губернаторы может варьироваться от 5 % до 10 %. В Ростовской области кандидаты должны собрать подписи 5 % муниципальных депутатов и глав муниципальных образований. Среди них должны быть подписи депутатов районных и городских советов и (или) глав районов и городских округов в количестве 5 % от их общего числа. Кроме того, кандидат должен получить подписи не менее чем в трёх четвертях районов и городских округов.
11 июля 2020 года избирательная комиссия опубликовала расчёт числа подписей. Каждый кандидат должен был собрать подписи от 228—239 депутатов всех уровней и избранных глав муниципальных образований, из которых от 60 до 63 — депутатов райсоветов и советов городских округов и избранных глав районов и городских округов. Сбор подписей возможен с 1 по 31 июля 2020 года.
|                                                              | Количество | Доля | Муниципальные образования                                                                     | Территориальные требования                   |
| ------------------------------------------------------------ | ---------- | ---- | --------------------------------------------------------------------------------------------- | -------------------------------------------- |
| Депутаты и (или) избранные главы муниципальных образований   | 228-239    | 5 %  | 12 городских округов, 43 муниципальных района, 17 городских поселений, 391 сельское поселение | —                                            |
| Депутаты и (или) избранные главы районов и городских округов | 60-63      | 5 %  | 12 городских округов, 43 муниципальных района                                                 | из 42 административных единиц второго уровня |

## Кандидаты
На выборы заявили своих кандидатов шесть партий: «Патриоты России», КПРФ, «Единая Россия», Партия Социальной защиты, Справедливая Россия и ЛДПР. Регистрацию прошли только пять кандидатов, т.к. представитель «Социальной защиты» не представил необходимые документы в избирком.
| Кандидат                      | Возраст на дату выборов | Должность (на момент выдвижения)                                                     | Субъект выдвижения       | Статус              | Кандидаты в Совет Федерации |
| ----------------------------- | ----------------------- | ------------------------------------------------------------------------------------ | ------------------------ | ------------------- | --------------------------- |
| Башкатов, Владимир Валерьевич | 60 лет (05.03.1960)     | генеральный директор ООО «Инновационная сервисная компания»                          | Патриоты России          | зарегистрирован     |                             |
| Бессонов, Евгений Иванович    | 51 год (26.11.1968)     | руководитель фракции КПРФ в Законодательном Собрании Ростовской области              | КПРФ                     | зарегистрирован     |                             |
| Голубев, Василий Юрьевич      | 63 года (30.01.1957)    | губернатор Ростовской области                                                        | Единая Россия            | зарегистрирован     |                             |
| Козаев, Вахтанг Иванович      | 69 лет (10.09.1951)     | руководитель фракции КОММУНИСТЫ РОССИИ в Законодательном Собрании Ростовской области | Партия Социальной защиты | отказ в регистрации |                             |
| Лященко, Алексей Васильевич   | 47 лет (27.02.1973)     | депутат Ростовской-на-Дону городской Думы                                            | Справедливая Россия      | зарегистрирован     |                             |
| Пятибратов, Петр Владимирович | 33 года (14.10.1986)    | координатор Ростовского регионального отделения ЛДПР                                 | ЛДПР                     | зарегистрирован     |                             |

## Результаты
16 сентября Избирательная комиссия Ростовской области подвела окончательные результаты выборов. Губернатором избран Василий Голубев.
| Место                                    | Место                                    | Кандидат                                 | Партия                                   | Голосов   | %       |
| ---------------------------------------- | ---------------------------------------- | ---------------------------------------- | ---------------------------------------- | --------- | ------- |
|                                          | 1.                                       | Василий Голубев                          | Единая Россия                            | 899 220   | 65,53 % |
|                                          | 2.                                       | Евгений Бессонов                         | КПРФ                                     | 241 910   | 17,63 % |
|                                          | 3.                                       | Пётр Пятибратов                          | ЛДПР                                     | 105 932   | 7,72 %  |
|                                          | 4.                                       | Алексей Лященко                          | Справедливая Россия                      | 55 305    | 4,03 %  |
|                                          | 5.                                       | Владимир Башкатов                        | Патриоты России                          | 43 660    | 3,18 %  |
|                                          |                                          |                                          |                                          |           |         |
| Действительных бюллетеней                | Действительных бюллетеней                | Действительных бюллетеней                | Действительных бюллетеней                | 1 346 027 | 98,10 % |
| Недействительных бюллетеней              | Недействительных бюллетеней              | Недействительных бюллетеней              | Недействительных бюллетеней              | 26 135    | 1,90 %  |
| Всего                                    | Всего                                    | Всего                                    | Всего                                    | 1 372 162 | 100 %   |
|                                          |                                          |                                          |                                          |           |         |
| Число бюллетеней, выданных досрочно      | Число бюллетеней, выданных досрочно      | Число бюллетеней, выданных досрочно      | Число бюллетеней, выданных досрочно      | 824 829   | 60,02 % |
| Число бюллетеней, выданных на участке    | Число бюллетеней, выданных на участке    | Число бюллетеней, выданных на участке    | Число бюллетеней, выданных на участке    | 487 654   | 35,49 % |
| Число бюллетеней, выданных вне помещения | Число бюллетеней, выданных вне помещения | Число бюллетеней, выданных вне помещения | Число бюллетеней, выданных вне помещения | 61 747    | 4,49 %  |
|                                          |                                          |                                          |                                          |           |         |
| Явка                                     | Явка                                     | Явка                                     | Явка                                     | 1 374 230 | 42,99 % |
| Число избирателей                        | Число избирателей                        | Число избирателей                        | Число избирателей                        | 3 196 931 | 100 %   |